# Haemaphysalis calcarata
Haemaphysalis calcarata är en fästingart som beskrevs av Neumann 1902. Haemaphysalis calcarata ingår i släktet Haemaphysalis och familjen hårda fästingar.
Artens utbredningsområde är Somalia. Inga underarter finns listade i Catalogue of Life.